# Втрати у війні між Ізраїлем та Хамасом
Станом на 24 лютого 2024 року понад 30 000 осіб (29606 палестинців і 1 464 ізраїльтян) були вбиті у війні між Ізраїлем і ХАМАСом, у тому числі 88 журналісти (83 палестинця, 2 ізраїльтянина і 3 ліванців) і щонайменш 136 членів організації БАПОР.

## Ізраїль
Кількість загиблих громадян Ізраїлю станом на 22 листопада 2023 становила близько 1200 людей, близько 70 % з яких — цивільні особи, які загинули під час вторгнення ХАМАС 7 жовтня; щонайменше 8900 було поранено; близько 242 людей було захоплено в заручники.
Станом на 12 грудня 2023 року з початку наземної операції в секторі Газа загинули 105 ізраїльських військовослужбовців. З них не менше 20 загинули від дружнього вогню та нещасних випадків.

### Журналісти
За даними Комітету із захисту журналістів, під час «Чорного шабату» було вбито 6 працівників ЗМІ, у тому числі Рої Едан та Янів Зоар.

## ХАМАС
МОЗ сектору Газа, підпорядковане ХАМАСу, стверджує, що на 8 січня 2024 в результаті дій Ізраїлю загинуло 23084 особи, 58926 отримали поранення, 7000 вважаються зниклими безвісти. Міністерство охорони здоров'я Гази у своїх звітах не робить відмінності між терористами та мирним населенням.

### Полювання Ізраїлем на ватажків терористів
8 жовтня 2023 в Газі було знищено одного з лідерів ХАМАС Аймана Юніса, його тіло було знайдено під руїнами його будинку в Газі.
10 жовтня Ізраїль знищив міністра економіки «Хамасу» Джавада Абу Шамалу та члена Політбюро ХАМАС Закарію Абу Маамру.
22 жовтня армія оборони Ізраїлю ліквідувала заступника начальника артилерійськими силами бойовиків ХАМАС Мухаммеда Катмаша, який, як вважається, відіграв ключову роль в атаках на Ізраїль, повідомляє пресслужба ЦАХАЛу.
ЦАХАЛ повідомив, що в ніч на 27 жовтня в результаті нічного повітряної атаки в секторі Газа був убитий командир батальйону в західній частині міста Хан-Юніс Мадхат Мудбашер.
31 жовтня під час зачистки укріпленого пункту ХАМАС у таборі біженців Джебалія було ліквідовано командира батальйону Ібрагіма Біарі, який, за деякими відомостями, 7 жовтня очолював загін «Накба» під час вторгнення до Ізраїлю.
1 листопада ЦАХАЛ повідомив про ліквідацію глави протитанкового ракетного підрозділу ХАМАС Мухаммада Асара.
6 листопада ЦАХАЛ повідомив про ліквідацію голови служби безпеки ХАМАС Джамаля Муси, який перебував у розшуку з 1993 року.
9 листопада ЦАХАЛ ліквідував кількох командирів ХАМАС, причетних до різанини 7 жовтня: командира роти Ахмеда Мусу, командира взводу Омара Аль-Хінді та командира снайперської групи Північної бригади ХАМАС Мохаммеда Калута.
23 листопада ЦАХАЛ за підтримки ШАБАК ліквідував командира військово-морських сил ХАМАС у Хан-Юнісі Омара Абу Джаляля
22 грудня в Рафіасі ударом з повітря було ліквідовано Хасана Атраша, який відповідав за купівлю та виробництво зброї для ХАМАС.
25 грудня внаслідок ізраїльського авіаудару поблизу Дамаску був убитий Сайєд Разі Мусаві, вищий командувач і старший радник КВІР.
2 січня ЦАХАЛ завдав удару по офісу ХАМАС у Бейрутському кварталі Дахія, коли там проходила нарада лідерів палестинських фракцій у Лівані. В результаті було ліквідовано семеро керівників організації, у тому числі — Салеха Аль-Арурі, заступника політбюро ХАМАСу.
4 січня ЦАХАЛ та ШАБАК повідомили про ліквідацію на півночі сектора Гази Мамдуха Лулу, який очолював регіональний оперативний штаб «Бригад Аль-Кудса», був заступником командувача сил «Ісламського джихаду» у північному регіоні Гази та відповідав за зв'язки з керівництвом організації за кордоном.
6 січня 2024 Шабак і ЦАХАЛ повідомили про ліквідацію Ісмаїла Сараджа, командира батальйону «Нусейрат», та його заступника Ахмеда Вахба.
ЦАХАЛ назвав імена двох командирів ХАМАСу, яких було знищено в поліцейському джипі в Рафіасі. Вони були ідентифіковані як Ахмед Еліакубі, який відповідав за безпеку лідерів Хамаса, та Іман Рантісі, який займався слідством у своєму районі. Удар спланували заздалегідь, за даними розвідки, організація знала, хто знаходиться в джипі.
14 лютого 2024 ЦАХАЛ знищив командира батальйону ХАМАС у таборі біженців Шаті Ахмеда Гуля, який брав участь у нападі на Ізраїль 7-го жовтня. Він також захопив 19-річну військовослужбовку Ноа Марціано і, мабуть, був причетний до її загибелі.

## Хезболла
12 листопада 2023 офіцер ЦАХАЛу підполковник Йонатан Конрікус заявив: «Понад 60 їхніх бойовиків було вбито в спробах атак на Ізраїль. Деякі з них були ліквідовані під час нападів на армію, деякі до атак».
З 8 жовтня 2023 по 26 лютого 2024 по середину лютого «Хезболла» запустила понад 3000 ракет по цивільних та військових об'єктах Ізраїлю, а також понад 600 протитанкових ракет та безпілотників. У відповідь Ізраїль до середини лютого завдав ударів по більш ніж 3400 об'єктах «Хезболли», ліквідувавши понад 200 терористів на півдні Лівану.
Станом на 21 вересня 2024, Хезболла офіційно підтвердила загибель 502 своїх бойовиків у ході сутичок з Ізраїлем від жовтня 2023. Станом на кінець листопада 2024, медіаресурси Хезболли опублікували імена понад 1700 загиблих бійців організації. Ізраїльська сторона заявила про знищення 3500 бойовиків та поранення ще 7000.

## Сирія
За даними Сирійської обсерваторії з прав людини станом на 26 жовтня 2023 року в Сирії налічується 16 загиблих, включаючи 2 цивільних та 14 солдат, а також 12 поранених, включаючи 5 цивільних та 7 солдат.

## Західний берег Йордану
МОЗ Палестини повідомило, що на 18 жовтня 2023 на Західному березі Йордану загинули 62 особи, понад 1300 отримали поранення.